# Kretnik nadbrzeżny
Kretnik nadbrzeżny (Scapanus orarius) – gatunek ssaka z rodziny kretowaych.

## Średnie wymiary
- Długość ciała - 11-18,5 cm
- Długość ogona - 2-5,5 cm

## Występowanie
Występuje w luźnych, pulchnych glebach w lasach liściastych w Ameryce Północnej od Kolumbii Brytyjskiej do dolnej Kalifornii.

## Tryb życia
Kretnik nadbrzeżny wraz z jego najbliższymi krewniakami kretnikiem szerokołapym (S. latimanus) i kretnikiem pacyficznym (S. townsendi) mają nozdrza otwarte ku górze. Ich oczy są lepiej widoczne niż u innych gatunków, co nie oznacza, że widzą lepiej, Podobnie jak inne kretowate rzadko pojawiają się na powierzchni ziemi, ponieważ prowadzą podziemny tryb życia. Żywi się dżdżownicami i larwami owadów żyjącymi w glebie. Kretnik nadbrzeżny jest bardzo pożyteczny, ponieważ tępi wiele groźnych szkodników. 

## Rozmnażanie
Ciąża u kretnika nadbrzeżnego trwa około 4 tygodni. Po tym czasie na początku wiosny samica wydaje na świat od 2 do 5 młodych.